# 10023 Vladifedorov
10023 Vladifedorov è un asteroide della fascia principale. Scoperto nel 1979, presenta un'orbita caratterizzata da un semiasse maggiore pari a 2,4347864 UA e da un'eccentricità di 0,1783741, inclinata di 1,93404° rispetto all'eclittica.
L'asteroide è dedicato al professore e chirurgo russo Vladimir Dmitrievič Fedorov. 